# 龙泉关镇
龙泉关镇，是中华人民共和国河北省保定市阜平县下辖的一个乡镇级行政单位。

## 行政区划
龙泉关镇下辖以下地区：
龙泉关村、顾家台村、印钞石村、西刘庄村、黑崖沟村、八里庄村、平石头村、北刘庄村、青羊沟村、骆驼湾村、黑林沟村和大胡卜村。